# الحضير (الحيمة الداخلية)

تعديل مصدري - تعديل

الحضير هي إحدى قرى عزلة الحدب بمديرية الحيمة الداخلية التابعة لمحافظة صنعاء، بلغ تعداد سكانها 298 نسمة حسب تعداد اليمن لعام 2004.